# 鍾進
鍾進，是《三国演义》中的虚构人物，不见于正史记载，長安太守鍾繇之弟。
鍾進随鍾繇一起守备长安，馬超为报父仇討伐長安，鍾進守卫西門。夜间发现长安西门起火，他前去救火时，马超属下乘乱潜入城内。马超部将庞德夜襲进入，鍾進被他一刀斩于马下。庞德打開西門将馬超迎入長安，鍾繇逃跑。